# Tour de Flandes 1990
El Tour de Flandes 1990 fou la 74a edició del Tour de Flandes. La cursa es disputà l'1 d'abril de 1990, amb inici a Sint-Niklaas i final a Meerbeke i un recorregut de 265 quilòmetres. El vencedor final fou l'italià Moreno Argentin, que s'imposà a l'esprint al seu company d'escapada, el belga Rudy Dhaenens. El neerlandès John Talen completà el podi.
Era la segona cursa de la Copa del Món de ciclisme de 1990

## Classificació final
|    | Ciclista                  | Equip               | Temps      |
| -- | ------------------------- | ------------------- | ---------- |
| 1  | Moreno Argentin (ITA)     | Ariostea            | 6h 47' 25" |
| 2  | Rudy Dhaenens (BEL)       | PDM-Concorde        | m. t.      |
| 3  | John Talen (NED)          | Panasonic-Sportlife | + 11"      |
| 4  | Carlo Bomans (BEL)        | Weinmann            | + 11"      |
| 5  | Maurizio Fondriest (ITA)  | Del Tongo           | + 14"      |
| 6  | Jan Schur (GER)           | Chateau d'Ax        | + 23"      |
| 7  | Niki Rüttimann (SUI)      | Helvetia-La Suisse  | + 23"      |
| 8  | Claude Criquielion (BEL)  | Lotto-Superclub     | + 37"      |
| 9  | Jean-Claude Colotti (FRA) | RMO                 | + 37"      |
| 10 | Franco Ballerini (ITA)    | Del Tongo           | + 37"      |